# Cantonul Vendeuvre-sur-Barse
Cantonul Vendeuvre-sur-Barse este un canton din arondismentul Bar-sur-Aube, departamentul Aube, regiunea Champagne-Ardenne, Franța.

## Comune
- Amance
- Argançon
- Bligny
- Bossancourt
- Champ-sur-Barse
- Dolancourt
- Fravaux
- Jessains
- Juvanzé
- La Loge-aux-Chèvres
- Magny-Fouchard
- Maison-des-Champs
- Meurville
- Spoy
- Trannes
- Unienville
- Vauchonvilliers
- Vendeuvre-sur-Barse (reședință)
- La Villeneuve-au-Chêne